# The Guild (web-série)
Pour les articles homonymes, voir Guild (homonymie).
The Guild est une web-série américaine comique créée par l'actrice Felicia Day racontant l'histoire d'une guilde de joueurs à un jeu en ligne massivement multijoueur, diffusée sur YouTube.
La série suit les aventures de Codex, prêtresse de la guilde des Chevaliers du Bien (The Knights of Good) qui souhaiterait avoir une vie sociale normale, et de ses compagnons virtuels Zaboo, Vork, Bladezz, Tinkerbella et Clara. L'arrivée inattendue de Zaboo dans l'appartement de Codex conduit les membres de la guilde à se rencontrer en vrai pour la première fois.
The Guild a remporté de nombreux prix dont plusieurs Streamy Award. Elle a été par ailleurs une source d'inspiration pour la web-série Dr. Horrible's Sing-Along Blog dans laquelle Felicia Day joue également.
En France, la web-série est diffusée depuis le 7 juin 2013 sur Nolife uniquement en version originale sous-titrée français.

## Synopsis

### Première saison
Cyd Sherman lutte avec elle-même pour limiter le temps qu'elle passe en ligne, où elle joue sous le pseudo de Codex, membre des Chevaliers du Bien, une guilde formée par des personnes habitant sa ville. La Guilde réalise que Zaboo, l'un de ces membres, ne s'est pas connecté depuis 39 heures. Ce dernier a en fait quitté sa maison pour débarquer chez Codex, après avoir mal interprété les conversations qu'il a eues avec elle dans le jeu. Il pense qu'elle flirte avec lui et décide de rester vivre chez elle pour pouvoir la conquérir.
De nouveaux problèmes se posent lorsque Bladezz est banni du jeu parce qu'il y a utilisé un langage grossier. Codex utilise alors cela comme excuse pour avoir l'aide de la Guilde à propos de son problème avec Zaboo. La Guilde se réunit à contrecœur (sans Bladezz) au Cheesybeards, un restaurant local, et découvre que Vork a transféré tous leurs objets de valeurs in-game sur le compte de Bladezz dans le cadre d'une stratégie de consolidation de l'esprit d'équipe de la Guilde. S'ils décident d'expulser Bladezz de leur groupe, ils pourraient tout perdre.
Les choses empirent lorsque Bladezz commence à calomnier les membres de la Guilde en diffusant des vidéos osées mettant en scène leurs personnages et que Codex est bien loin de réussir à renvoyer Zaboo chez lui. Puis la mère dominatrice de Zaboo débarque au restaurant. Ce dernier avoue aux autres membres que sa mère contrôle chaque aspect de sa vie à part l'internet.
Il leur avoue aussi qu'elle commence à se renseigner sur le sujet, ce qui terrifie Zaboo, qui voit l'internet comme sa seule échappatoire.
Codex arrive alors avec un plan pour vaincre Bladezz en utilisant les capacités informatiques de Zaboo pour fouiller dans son passé. Zaboo découvre alors que Bladezz fait du mannequinat et le fait chanter : soit il redonne à la Guilde tout son or et ses équipements, soit son secret sera révélé à tout le monde.
Pour finir la Guilde « combat » la mère de Zaboo, pour qu'il puisse se libérer de son emprise. Bladezz se rachète aux yeux de la Guilde en lui assénant le coup de grâce.
Codex réalise alors qu'en terrassant la mère de Zaboo, elle a gagné son butin : Zaboo.

### Deuxième saison
La mère de Zaboo se venge d'avoir perdu son fils en faisant expulser Codex de son appartement. Codex et Zaboo déménagent donc et Codex rencontre son nouveau voisin : Wade (Fernando Chien), un cascadeur, pour qui elle commence à avoir le béguin. Codex essaye alors de faire déménager Zaboo en lui disant qu'il doit s'améliorer avant qu'ils puissent être ensemble.
Elle s'arrange pour le faire emménager chez Vork, qui prendra de l'or in-game comme loyer. Pendant ce temps, Codex essaye d'attirer l'attention de Wade.
La Guilde trouve un orbe qui ajoute une quête secondaire, ainsi que la possibilité de changer l'apparence de son personnage. Clara et Tink se disputent pour savoir laquelle des deux l'aura, mais après que Vork a mis l'orbe aux enchères entre les deux membres, Clara rencontre des problèmes hors-ligne et Tink gagne l'orbe. Clara jure qu'elle se vengera de Vork pour avoir donné l'orbe à Tink. Elle planifie alors un week-end entier de vengeance contre lui, utilisant un de ces autres comptes pour tuer le personnage de Vork encore et encore.
Bladezz croit que Tink a le béguin pour lui et fait exploser les plafonds des cartes de crédit de sa mère pour lui acheter des cadeaux, alors qu'en fait Tink se sert de lui pour obtenir tout ce qu'elle veut. Vork est contrarié par le manque de logique de Zaboo, et Codex découvre que Wade, son voisin a une petite amie sexy, Riley.
Le jeu auquel la Guilde joue annonce qu'ils feront une maintenance de 4 heures, durant lesquelles il sera impossible de jouer. Vork décide alors de planifier une conférence sur la stratégie pour Zaboo et Bladezz, pendant que Codex organise une soirée tranquille entre filles avec Clara et Tink.
Bladezz contraint Vork à abandonner son idée de soirée pour jouer au poker hors-ligne, espérant ainsi récupérer une partie de l'argent qu'il a dépensé pour Tink.
Clara a fait de la pub partout sur le net pour la fête de Codex et la petite soirée tranquille entre filles se transforme en fête bondée.
Parmi les nombreux invités de Clara, se trouvent Wade et Riley (Michele Boyd). Après avoir découvert que Riley est simplement la colocataire de Wade et qu'il est célibataire, Tink et Clara lui demandent s'il veut sortir avec Codex. Zaboo, apprenant cela, persuade Vork et Bladezz d'aller à la fête de Codex pour l'empêcher de sortir avec Wade.
Vork découvre alors que c'est Clara qui n'arrêtait pas de tuer son personnage pour se venger de lui. Il lui demande des explications, pendant que Bladezz et Zaboo font de même avec Tink et Wade.

### Troisième saison
Codex fût capable de récupérer de la soirée par l'annonce d'un nouveau pack d'expansion pour le jeu. Les Chevaliers du Bien sont premiers en ligne chez Gamestop jusqu'à ce qu'une guilde rivale, l'Axe de l'Anarchie, les dépasse. Après que la guilde rivale a réussi à manipuler un employé du magasin pour qu'il renvoie les Chevaliers du Bien en arrière de la ligne, Vork, qui ne s'est toujours pas remis des évènements de la fête, abandonne son poste de chef de guilde. Codex est élue comme étant son successeur, forçant Tink à quitter les Chevaliers pour se joindre à l'Axe.
La plupart des Chevaliers sont trop occupés dans leur vie personnelle pour explorer le pack d'expansion. Vork part en voyage pour se découvrir lui-même, Zaboo est préoccupée par la dominante Riley, le mari de Clara trouve des photos d'elle en train d'embrasser le cascadeur, et la sœur de Bladezz ne cesse de le déranger. L'expansion requiert aussi au moins six joueurs dans un groupe, et, sans Tink, les Chevaliers du Bien n'en ont que cinq.
Le mari de Clara exige qu'elle passe plus de temps avec lui, donc Clara inclut l'inexpérimenté M. Wiggly dans la guilde. Riley force Zaboo à choisir entre elle et la Guilde. Bladezz commence à être la cible de Tink et de l'Axe de l'Anarchie, qui expose sa carrière de modèle dans son école et cache des armes dans son casier. Plus tard, un des membres de l'Axe devient intime avec sa mère.
Après plusieurs errements et l'auto-destruction de la plupart des membres de la Guilde, Vork reprend son poste de chef de guilde. Décidant que trop c'est trop, il passe chercher chaque membre de la guilde pour lancer un défi à l'Axe de l'Anarchie au café Internet où ils avaient prévu un raid de groupe. Chaque membre des Chevaliers du bien doivent surmonter leur propres difficultés ; Clara se dispute avec son mari, Bladezz et Tink s'excusent mutuellement, Zaboo rompt avec Riley, et Vork réalise que la haine que lui portent les autres membres de la guilde est ce qui les réunit.
Dans le défi, cinq membres des Chevaliers et quatre membres de l'Axe sont rapidement tués, ce qui laisse Codex contre Tink et le leader de l'Axe, Fawkes (Wil Wheaton). Tink décide que les membres de l'Axe de l'Anarchie sont encore plus abrutis qu'elle ne peut le supporter et laisse Codex tuer son personnage. Codex, dans une conversation hallucinatoire avec son personnage, réussit à rassembler le courage nécessaire pour vaincre Fawkes. Les Chevaliers accueillent Tink qui est de retour dans la guilde. Riley, après avoir été laissée par Zaboo, se tourne vers Venom, une membre de l'Axe. Clara annonce qu'elle est enceinte. Bladezz et Tink s'excusent l'un à l'autre avec réticence. Bladezz essaie de faire la paix avec le membre de l'Axe qui a séduit sa mère. Fawkes invite Codex à aller boire un verre, elle refuse, mais, dans une fin surprise, se réveille à ses côtés.

### Quatrième saison
La Guilde profite de l'extension et d'une quête annuelle, le Festival de la Mer, où chaque joueur peut avoir un familier marin. Vork se met en tête de bâtir un repaire pour la Guilde quand Codex décide de révéler qu'elle a couché avec Fawkes après une soirée arrosée. Juste après, l'unité centrale de Codex prend feu à cause de la poussière, et Bladezz la répare provisoirement en remplaçant les pièces brûlées par des cartes volées à la bibliothèque brûlée. Quand Codex parvient à se reconnecter, les autres Chevaliers se disputent sur leur repaire et Vork en vient à décider que celui qui amassera le plus de crédits décidera de la décoration du repaire.
D'un point de vue personnel, Codex réalise que Fawkes refuse d'avoir une relation de longue durée avec ses conquêtes. Refusant de passer pour une fille facile, elle le convainc de l'aider à faire croire à sa Guilde qu'ils sont toujours ensemble. Elle se désespère de trouver de l'argent pour un nouvel ordinateur, et trouve alors par hasard un emploi : développeur de site web pour le Cheesybeards, ce qui énerve Bladezz qui reste en cuisine pendant qu'elle peut jouer. Pendant ce temps, Clara et Tink parviennent à amasser beaucoup de crédits en revendant leurs items aux joueurs masculins qu'elles séduisent en ligne. Elles ont alors l'idée d'user de leur talent pour monter une entreprise de formation au jeu en ligne.
La mère de Zaboo essaie de revenir dans la vie de son fils pour l'avoir auprès de lui pour son anniversaire, mais résolu à couper le cordon, il fait tout pour la repousser. Cependant, les connaissances du marche de l'immobilier de la mère de Zaboo vont vite intéresser Vork pour amasser des crédits.
Codex finit par « rompre » avec Fawkes, considérant que leur mensonge cause trop de problèmes avec les autres membres. Dès lors, tout s'enchaine : ses mensonges sont révélés, Bladezz sabote son travail en remontant une autre version de la publicité qu'ils ont tourné où il se met en valeur dans un personnage de pirate vicieux, et son ordinateur continue de flancher. Considérant qu'elle n'a pas les compétences requises pour tout affronter, elle s'enferme chez elle. Clara a alors une idée : inviter tous les joueurs au Cheesybeards pour y célébrer la fin de la quête du Festival de la Mer. L'événement semble être un succès, grâce aux T-shirts de Clara et à la fausse pub de Bladezz, devenue virale. Pendant la réception, Fawkes tente de renouer avec Codex, qui le repousse. De son côté, Vork, avec dans l'idée de faire fuir la mère de Zaboo devenue envahissante, la demande en mariage : elle accepte. Mais Bladezz provoque l'incendie des lieux et Codex et lui sont renvoyés.
Codex est désespérée quand Zaboo lui offre un nouvel ordinateur grâce à la vente de plusieurs objets dont un tableau la représentant dans les bras de Fawkes. En remerciement, elle cherche donc un moyen d'annuler le mariage de Vork, mais rien n'y fait, et le couple se marie en ligne depuis la salle à manger de Clara. La cérémonie est interrompue par les autres membres de la Guilde, qui parviennent à les convaincre qu'il s'agit d'une mauvaise idée, et Zaboo se réconcilie avec sa mère, ce qui finit par plaire à Codex. Un des Grands Maîtres du Jeu apparait alors et menace de bannir la Guilde pour avoir détruit le système économique du Jeu. Tous accusent Vork qui a acheté un château aux graphismes austères, mais Codex parvient à les convaincre de ne pas les bannir et de remplacer le style du repaire par les concepts de Clara et Tink, plus colorés et plus féériques.
Le Grand Maître reconnait également Bladezz et l'invite avec sa guilde à une convention du Jeu, en tant qu'invité spécial.

### Cinquième saison
La Guilde part pour la convention MegaGame-o-rama-con, confiante dans l'organisation de Bladezz, mais ils se retrouvent à partager une petite chambre à six grâce à Rachel, une des organisatrices, sans aucuns frais pris en charge, et ils se disputent vite pour faire chaque activité de leur côté. Codex, qui espérait profiter de la convention pour se rapprocher de Zaboo, est très déçue.
Alors que Zaboo essaie de participer à toutes les conférences, Vork, Tink, Clara et Bladezz font tout leur possible pour financer leur voyage. Codex essaie une démo de la nouvelle version du Jeu et fait part de sa déception des nouveaux ajouts à une personne du stand, ignorant qu'il s'agit de Floyd Petrovski, créateur du jeu en pleine dépression nerveuse. En voulant s'excuser, elle surprend une conversation entre Petrovski et le directeur d'un grand développeur connu pour dénaturer les jeux indépendants pour en faire des suites de mauvaise qualité. Codex est donc résolue à sauver le Jeu, mais aucun autre membre de la Guilde s'en soucie.
Bladezz et Vork sont parvenus à payer la chambre d'hôtel en tournant des vidéos avec le personnage du pirate vicieux contre de l'argent, mais ils croisent la route de personnalités qui veulent rester en phase avec le public ; Vork refuse systématiquement leurs propositions jusqu'à retrouver la comédienne qui jouait dans sa série préférée dans les années 1990. Zaboo a de son côté monté un réseau de participants qui se gardent des places aux conférences et devient galvanisé par le pouvoir et le manque de sommeil. Clara découvre un stand de cosplayers steampunk et veut essayer, mais se fait vite rejeter par le groupe. Codex découvre également pourquoi Tink change de costume et se cache : elle essaie d'éviter sa famille, qui ignore tout de sa vie et de ses passions. Codex la pousse donc à les retrouver et tout leur avouer. Quand ses parents adoptifs et ses sœurs l'apprennent, ils sont tous heureux pour elle, ce qui soulage vite Tink.
Vork et Bladezz parviennent finalement à rejoindre la salle où toutes les célébrités passent leurs soirées, mais il découvre qu'elles ont une vie plutôt calme et rangée, ce qui le déçoit et l'ennuie énormément. Ceci ne l'empêche pas de repousser Rachel, qui espérait passer du temps avec les invités. Le lendemain, Bladezz en paie les conséquences : Rachel a monté tout le public contre lui et il ne peut plus faire les vidéos. Codex et Tink découvre qui se cache dans le costume de chien qui suit Codex partout : Fawkes, qui voulait rejoindre la Guilde depuis que la sienne s'est séparée ; elle refuse.
Les soupçons de Codex se confirment et compte sur la Guilde pour empêcher la vente du Jeu et sa transformation irrémédiable. Ils se fabriquent donc des costumes pour rejoindre la grande salle de conférence afin de s'introduire dans le concours de cosplay. Finalement, tout s'arrange : Clara gagne le concours, Bladezz parvient à se réconcilier avec ses fans, et Codex convainc Petrowski de ne pas vendre son jeu. Il a alors l'idée pour entretenir l'esprit de sa création : engager Codex dans sa société.

### Sixième saison
Codex prend ses fonctions auprès de Floyd Petrovski dans les bâtiments des développements du jeu, mais déchante vite : Floyd est un tyran sanguin qui rend Codex détestable aux yeux de tous les autres employés. Tink découvre que tous les hommes qu'elle a manipulé par le passé sont en train de nuire à sa web-réputation et rompent tous ses contacts. Bladezz se fait virer de chez lui par Bruiser et passe ses journées chez Clara, dont il convainc le mari qu'elle est une bonne mère en mettant en ligne des vidéos où elle conseille les autres parents, bien que le seul intérêt soit de gagner de l'argent grâce aux vidéos. Vork, désormais en couple avec Madeline, découvre grâce à Zaboo qu'elle a manifesté nu. Zaboo commence à ressentir un profond manque de contact quand les membres de la Guilde se déconnectent et idéalise sur sa femme parfaite.
Codex est forcée par ses nouveaux collègues de convaincre Floyd de l'extension sous-marine, annoncée depuis des mois, mais doit avant tout le forcer à mettre de côté les quelques critiques négatives qu'il prend à chaque fois comme personnelles. La Guilde en profite pour s'inviter dans les locaux et Tink subtilise la clé d'accès au serveur de développement avant de commencer à fréquenter Donovan (Corey Craig), qu'elle parvient à convaincre de passer du temps avec lui s'il lui fait des achats. Les sentiments arrivent vite dans la relation. Zaboo se fait passer pour un technicien et entre lui aussi dans le serveur et tombe amoureux de Sabina (Justine Ezarik), un personnage non-joueur du Jeu à l'image de sa partenaire idéale.
Vork se dispute avec Madeline sur leurs modes de vie et leurs choix. Il tombe ensuite sur Floyd et commence à lui faire la liste de tous les problèmes rencontrés dans le Jeu. Floyd, par vengeance, bannit son personnage définitivement et Vork commence alors une protestation devant l'entrée, où il reçoit le soutien de plusieurs joueurs. Pendant ce temps, Bladezz doit passer son temps avec Wiggly pendant que Clara édite ses vidéos. Quand la propre mère de Bladezz demande conseil à Clara, celle-ci l'encourage à fréquenter Bruiser, et Bladezz pousse alors Wiggly à démissionner.
L'extension sous-marine  fuit sur Internet, et la déception des joueurs alimente la protestation de Vork. Codex ne parvient pas à trouver le responsable mais parvient à convaincre Floyd de l'éditer malgré tout. Donovan avoue à Tink qu'il est le responsable de la fuite, et Tink lui révèle que Codex et Vork sont dans la même guilde. Grâce à ces informations, Floyd utilise ce prétexte pour licencier Codex pour avoir provoqué la fuite. Mais la protestation de Vork tourne à l'émeute générale.

## Distribution

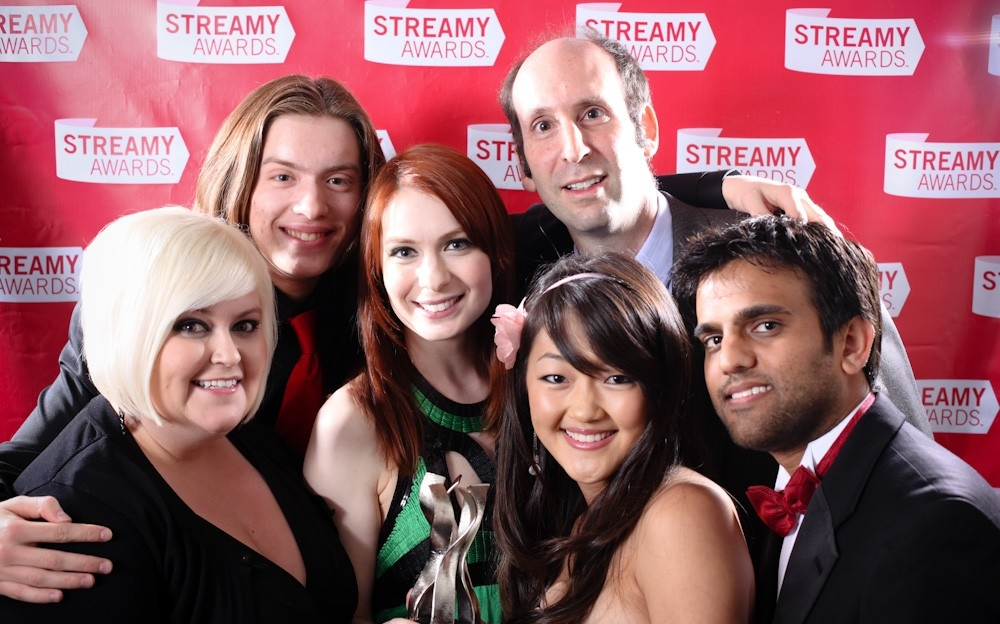
Les acteurs de The Guild aux Streamy Awards 2009.

### Acteurs principaux
- Felicia Day (VF : Marie Nonnenmacher) : Codex / Cyd Sherman
- Sandeep Parikh (VF : Grégory Laisné) : Zaboo / Sujan Balakrishnan Goldberg
- Jeff Lewis (VF : Vincent Violette) : Vork / Herman Holden
- Vincent Caso (VF : Bruno Méyère) : Bladezz / Simon
- Robin Thorsen (VF : Sarah Marot) : Clara Beane
- Amy Okuda (VF : Caroline Combes) : Tinkerballa « Tink » / April-Lou

### Acteurs récurrents et secondaires
Famille des Chevaliers du Bien
- Brett Sheridan (VF : Benjamin Pascal) : M. Wiggly / George Beane, le mari de Clara
- Viji Nathan : Mme Balakrishnan Goldberg, la mère de Zaboo
- Tara Caso (VF : Pascale Chemin) : Dena, la petite sœur surdouée de Bladezz
- Leslie Crystal : Lara et Tara, les sœurs de Tink

L'Arc de l'Anarchie
- Wil Wheaton (VF : Benoît DuPac) : Fawkes, le leader de la guilde "Arc de l'Anarchie"
- J. Teddy Garces (VF : Julien Chatelet) : Bruiser, un membre de la guilde "Arc de l'Anarchie", il est policier dans la vie
- Mike Rose (VF : Rémi Caillebot) : Valkyrie / Artémis, un membre de la guilde "Arc de l'Anarchie"
- Teal Sherer : Venom, un membre de la Guilde "Arc de l'Anarchie", handicapée et professeur d'art plastique dans la vrai vie.
- Alexander Yi : Kwan, un membre de la guilde "Arc de l'Anarchie", champion du monde de Starcraft II

Membres de l'entreprise qui développe The Game
- Ted Michaels : Floyd Petrowski - Créateur et directeur de The Game
- Corey Craig (VF: Bastien Bourlé) :  Donovan - Développeur en chef de The Game
- Sujata Day : Sula Morrison - Coordinatrice de l'entreprise de The Game
- Derek Basco : Roy Aquino - Designer en chef de The Game
- Alexandra Hoover : Theodora - Productrice en chef de The Game
- Simon Helberg : Kevinator - Maître du Jeu de The Game

Autres personnages récurrents
- Fernando Chien (en) : Wade - Cascadeur professionnel et voisin de Codex
- Michele Boyd (VF : Frédérique Marlot) : Riley - Colocataire de Wade et voisine de Codex
- Erin Gray : Madeleine Twain - Ancienne actrice principale de la série Time Ring
- Frank Ashmore : Ollie - Directeur du Cheesybeards
- Tymberlee Hill : Jeanette - Supérieur de Bladezz au Cheezybeards
- Hayley Holmes : Rachel - Volontaire à la convention

### Invités
- Brea Grant : elle-même (saison 5, épisode 4)
- Nathan Fillion : lui-même  (saison 5, épisodes 6 et 7)
- Richard Hatch : lui-même (saison 5, épisodes 7 et 9)
- Neil Gaiman : lui-même (saison 5, épisode 7)
- Doug Jones : lui-même (saison 5, épisode 7)
- Tom Lenk (VF : Rémi Caillebot) : lui-même (saison 5, épisode 8)
- Zachary Levi : lui-même (saison 5, épisode 8)
- Kevin Sorbo : lui-même (saison 5, épisode 8)
- Eliza Dushku : elle-même (saison 5, épisode 8)
- Rick Fox : lui-même (saison 5, épisode 8)
- Dichen Lachman : elle-même (saison 5, épisode 8)
- Stan Lee : lui-même (saison 5, épisode 11)

Version française
- Société de doublage : Studio Wantake[3],[4]
- Direction artistique : Grégory Laisné[4]
- Adaptation des dialogues : Adélaïde Pralon, Anna Mouminova, Géraldine Godiet et Benjamin Brunet[4]
- Enregistrement et mixage : Elie Chardeaux et Erwan Le Gall[4]

Sources VF : RS Doublage, Doublage Séries Database et sur le DVD zone 2

## Production

### Concept
The Guild a été inspiré et écrit par Felicia Day, une joueuse passionnée, qui joue à World of Warcraft entre deux rôles dans divers séries télévisées et films.

### Développement
Après deux ans d'addiction aux jeux vidéo, Felicia a décidé de transformer son expérience dans les jeux vidéo en quelque chose de productif et a écrit la série, qui au départ était prévu pour être le pilote d'une sitcom. Pensant que la série ne conviendrait pas au marché télévisuel, Felicia décida finalement de la produire pour le web avec Jane Selle Morgan et Kim Evey. La série change alors de format et de script pour cadrer au rythme d'une web-série. Le premier épisode, « Wake-Up Call », apparu pour la première fois sur YouTube le 27 juillet 2007. La série reste volontairement vague à propos du jeu auxquels ses personnages jouent pour éviter des problèmes de droit d'auteur et aussi pour plaire à un plus large public de fans de MMORPG. Felicia espérait aussi pouvoir montrer que le stéréotype de l'homme vivant dans le sous-sol de ses parents n'est pas le seul type de joueur qui existe.
Le 24 novembre 2008, Microsoft a conclu un accord de distribution exclusive pour la série avec Felicia Day. Les 12 épisodes de la série ont été mis à l'affiche sur la Xbox 360, le Zune et MSN, avec un délai de 4 semaines avant leur apparition sur le site officiel de la série. Les sorties de Microsoft seront gratuites, mais seront supportées par des publicités de Sprint et du placement de produits. Felicia Day retient tous les droits de propriété intellectuelle à la série, Microsoft payant une licence « indéfinie ». À la fin de février 2009, quand tous les épisodes de la saison ont été diffusés, Felicia Day et son équipe étaient libres de signer un nouveau contrat de diffusion non exclusive s'ils le souhaitaient.
Le 17 août 2009, le clip musical (Do You Wanna Date My) Avatar a été publié sur Xbox Live pour promouvoir la troisième saison.
En mars 2010, le premier numéro de la bande dessinée, inspirée de la web-série, est publié par Dark Horse Comics. Il sert de préquel à la série et a été écrit par Felicia Day et illustré par Jim Rugg. Le deuxième numéro fut publié le 21 avril 2010, et le 3e et dernier numéro le 26 mai 2010.
En avril 2010, le site officiel de The Guild annonce que la série a été renouvelée par Microsoft pour une quatrième saison. Le 9 juin 2010, la récapitulation officielle de la troisième saison a été publiée sur Bing, la vidéo incluait un message indiquant la diffusion de la quatrième saison.

### Casting

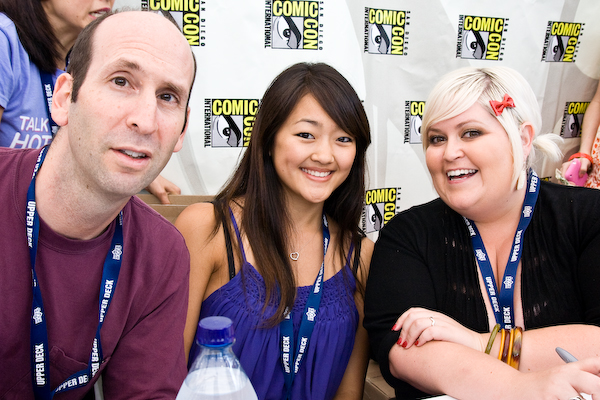
Lewis (Vork), Okuda (Tinkerballa) et Thorsen (Clara) au Comic-Con.

Felicia connaissait déjà Sandeep Parikh (scénariste indien-américain, directeur, acteur et producteur de comédie et fondateur du site web www.effinfunny.com) et Jeff Lewis (Vork) de l'Empty Stage, un théâtre comique de Los Angeles. Leurs rôles ont été écrits spécialement pour eux. Quant au reste de la distribution, elle a été complétée par le biais d'auditions.
Lors de la troisième saison, Wil Wheaton intègre le casting pour interpréter le leader d'une guilde rivale des Chevaliers du Bien.

### Tournage
Après avoir tourné les trois premiers épisodes en deux jours et demi, ils se trouvèrent à court d'argent. Ils lancèrent alors une campagne de dons sur PayPal et ont pu financer les 4e et 5e épisodes (Cheesybeards et Rather Be Raiding) presque exclusivement grâce aux dons recueillis.
Le tournage de la deuxième saison a débuté en août 2008.

### Composition d'un épisode
Les épisodes de The Guild commencent systématiquement de la même façon : Codex relate les évènements de l’épisode précédent devant sa webcam à la façon d'un blog vidéo et fait part au public de ses espoirs, de ses satisfactions et plus fréquemment de ses angoisses. Cette introduction peut avoir lieu chronologiquement après l'épisode en question, car Codex se trouve le plus souvent devant son ordinateur et n'y a donc pas accès lorsqu'une scène extérieure à sa chambre se déroule sur deux épisodes, voire plus. The Guild étant une histoire continue, les épisodes se terminent la plupart du temps sur une situation qui appelle à une suite immédiate.

### Générique
La musique du générique est une composition de Don Schiff (en). Les personnages de la guilde à l’image des acteurs ont été dessinés par Eric McKinney, une connaissance de Felicia, et ont été animés dès la saison 2 par Matthew Brackney, un fan de la série. Ils apparurent à l’ouverture de chaque épisode jusqu’à la saison 6, où Ghostbot présente un tout nouveau générique, avec un arrangement du thème original.

## Épisodes
La première saison s'est terminée le 15 mai 2008, composée de 10 épisodes et 2 épisodes spéciaux.
La deuxième saison a été diffusée à partir du 25 novembre 2008 (Link the Loot) sur Xbox Live Marketplace, Microsoft Zune Marketplace et MSN Video et s'est terminée le 17 février 2009 (Fight!) avec la chanson « Love During Wartime » par Main Drag.
La troisième saison a été diffusée à partir du 25 août 2009 (Expansion Time) sur Xbox Live, pour les membres ayant des comptes or en priorité et s'est terminée le  24 novembre 2009 (Hero). Plus tard, il a été annoncé qu'elle sera publiée pour les membres ayant des comptes argent et les utilisateurs de MSN Video et de Zune à compter du premier septembre 2009.
La quatrième saison a été diffusée à partir du 13 juillet 2010.

## Univers de la web-série

### Les personnages

#### Les Chevaliers du Bien
- Codex

Codex, de vrai nom Cyd Sherman, est la clerc du groupe. Codex est gênée et évite la confrontation, elle tend à paniquer sous le stress. En dehors du jeu elle est une violoniste de concert (et ancienne enfant prodige), elle est sans emploi après avoir mis le feu au violoncelle de son petit ami. Elle est une joueuse accro qui essaie en premier lieu de contrôler le temps qu'elle passe en ligne, mais qui échoue. Pour cette raison, sa thérapeute l'abandonne.
- Zaboo

Zaboo, de son vrai nom Sujan Balakrishnan Goldberg, est le sorcier. Zaboo se décrit comme étant un "HinJew", ayant une mère hindoue et un père juif. Il démontre de grandes capacités avec les ordinateurs; par exemple, son rassemblement d'informations excessif sur Codex incluait d'obtenir (probablement sur Internet) le plan de l'étage de son appartement et de toutes ses résidences passées. Son attitude obsessive à l'égard de Codex reflète l'enveloppement  que sa mère lui a fait subir. Quand il parle, Zaboo utilise souvent "-'d" après un mot clé ou une expression, s'auto-commentant sur ce qu'il vient de dire (ex. "bladder'd, testosterone'd).
- Vork

Vork, de son vrai nom Herman Holden, est le chef de la guilde et est le guerrier. Il aime gérer la guilde et budgéter, il ne croit qu'aux règles et à la logique. Il vit frugalement (et illégalement) grâce aux chèques de sécurité sociale de son grand-père décédé. Quand il est devenu le chef de la guilde, il a « coupé le gras de la vie », ce qui inclut le courant électrique. Il vole la connexion Wi-Fi de son voisin (et sa baraque), et garde sa nourriture au froid en achetant de la glace avec des tickets de rationnement. Dans le dernier épisode de la saison 3, il révèle qu'il peut parler le coréen avec facilité. Vork croit que la haine des autres membres de la guilde envers lui est ce qui les garde ensemble.
- Bladezz

Bladezz, de son vrai nom Simon, est le voleur. C'est un lycéen qui passe la plupart de son temps en dehors de l'école dans son sous-sol à jouer au Jeu. Il est impoli envers les autres membres masculins de la guilde en essayant de séduire ses membres féminins, tout en faisant des blagues et commentaires sexuels obscènes. Il est inquiet d'être envoyé à l'école militaire, et pour économiser pour entrer à la fac sa mère l'a forcé à travailler comme modèle ; il utilise le nom « Finn Smulders » pour garder l'information secrète.
- Clara

Clara, de son vrai nom Clara Beane, est la mage. Clara est une mère à la maison et ex-meneuse de claques. Elle a eu trois enfants en 3 ans, le dernier est encore allaité. Elle est présentée comme étant une mère irresponsable : même si elle est fière de ses enfants, elle tend à faire passer le jeu avant sa famille, en essayant de mêler les deux de temps à autre, comme en recrutant son mari M. Wiggly dans la guilde. Elle utilise son vrai nom pour son personnage parce que ses enfants ont vu son ancien pseudonyme, Mom-inatrix. Elle est perçue comme étant excentrique et étourdie.
- Tinkerballa

Tinkerballa est la ranger. Tink est une étudiante en année préparatoire de médecine et se distance de la guilde, elle essaie de ne pas les laisser apprendre quelque chose à propos de sa vie personnelle (elle a toujours refusé de donner son vrai nom aux autres membres de la Guilde). Il est connu qu'elle a une grande addiction pour les jeux vidéo, ayant toujours un jeu alternatif dans les mains à chaque fois qu'elle ne joue pas au jeu de la guilde. Elle est froide et manipulatrice, et utilise les hommes pour obtenir ce qu'elle veut. Quand Vork abandonna sa position de leader et que Tink ne fut pas élue comme son successeur, elle quitte les Chevaliers du Bien pour l'Axe de l'Anarchie, mais finit par les trouver trop abrutis même pour elle.

#### Membres temporaires
- M. Wiggly

M. Wiggly, de son vrai nom George Barne, est un chasseur. Il est le mari de Clara, choisi par Clara pour remplacer Tink. Codex accepte rapidement de l'inclure dans la guilde pour éviter que Zaboo recrute Riley. Il manque clairement d'expérience dans le monde des jeux vidéo. Il a déjà mentionné que le dernier jeu auquel il avait joué est Pong. Mr. Wiggly veut passer plus de temps avec Clara, mais est découragé par sa distraction et son infidélité.

#### Axe de l'Anarchie
- Fawkes

Fawkes est le leader de l'Axe de l'Anarchie. Il porte toujours un kilt noir et un t-shirt noir de l'Axe de l'Anarchie. En personne, il parle avec un ton relax, calme et presque poli, mais il est prompt à se fâcher lorsqu'il est en ligne. Il semble aussi être assez bien éduqué comme il cite souvent des philosophes, des auteurs, ou des figures historiques. Il démontre souvent qu'il ne croit pas au fait de suivre des règles, sauf si cela l'avantage. Parce qu'ils sont les mieux classés du jeu, il attend toujours de sa guilde qu'elle soit parfaite. Il est également égoïste et manipulateur.
- Venom

C'est la seule femme de sa guilde, jusqu'à ce que Tink les joigne. Elle est dans une chaise roulante, mais ne semble avoir aucun problème à utiliser son handicap à son avantage. Elle a une attitude violente et semble ne pas aimer ses coéquipiers. À au moins deux occasions, elle menace de se suicider pour obtenir ce qu'elle veut. Elle a déjà travaillé comme enseignante d'arts remplaçante à l'école de Bladezz. Elle est interprétée par Teal Sherer.
- Bruiser

C'est le soigneur de la guilde, et un policier. Bruiser est probablement le plus grand, le plus fort, et le plus vulgaire des membres de l'Axe de l'Anarchie. Il a eu des relations sexuelles avec la mère de Bladezz pour tourmenter Bladezz.
- Kwan

C'est un champion de Starcraft et gagne des millions en jouant en Corée du Sud. Il ne parle que coréen et a une assistante nommée Nik qui lui fait des massages de mains et lui sert d'interprète. Il semble capable de comprendre un peu l'anglais, et il est possible que Fawkes puisse comprendre ce qu'il dit comme Nik ne traduit pas ce que Kwan dit à Fawkes.
- Valkyrie

C'est celui qui essaie d'être le blagueur de la guilde, même si ses blagues ne semblent être drôles que pour lui-même. Basé sur un dialogue avec son patron, il travaille pour une firme de design ou de décoration (il déclarait être en train de marchander avec un client ayant reçu un damas de la mauvaise couleur). Il a aussi des talents sur Internet, annonçant qu'il est le créateur de FinnSmulders.com. Il joue avec deux personnages féminins parce qu'il soutient aimer regarder les filles, même s'il est fortement sous-entendu qu'il est homosexuel.

#### Autres personnages
- Riley

C'est la colocataire de Wade et une amie intime, bien qu'ils ne soient pas dans une relation amoureuse. Codex, qui la prenait initialement pour la petite amie de Wade, y référait jalousement en utilisant les termes "Stupid Tall Hot Girl" (Fille stupide, grande et sexy). Elle joue à des FPS et est une joueuse classée de Halo. Riley est injuste envers les perdants; son traitement de Zaboo révèle que c'est parce qu'elle peut les dominer. Elle est bisexuelle, elle démontre de l'attraction à Codex et Venom. Il semble qu'elle s'adonne à des activités de BDSM : elle fait porter à Zaboo des vêtements de femme de ménage, le fouette avec un câble de souris, lui tire dessus avec un fusil de paintball et le ligote. En premier lieu, elle était excité de rencontrer Codex, une autre fille qui joue à des jeux vidéo, jusqu'à ce qu'elle apprenne que Codex est une joueuse de MMORPG. Ceci parodie la relation entre les joueurs de MOG et de MMORPG.
- Mme Balakrishnan Goldberg, la mère de Zaboo

La mère de Zaboo est une personne très envahissante. Elle avait placé une micro-puce sur Zaboo pour surveiller ses mouvements, frappe Codex pour (à son avis) essayer de lui prendre son fils, manipule Zaboo avec une série de maux probablement faux, et réussit à faire jeter Codex en dehors de son appartement après qu'elle a aidé Zaboo à lui échapper.
- Wade Wei

C'est le voisin de Codex et son bref intérêt amoureux. Wade n'est pas un joueur, il est un cascadeur d'arts martiaux qui double pour des acteurs. Lors de sa première rencontre avec Codex, il lui fonce dedans et déboule dans les escaliers pour pratiquer une nouvelle cascade. Il aime bien faire l'étalage des cascades qu'il est capable de réaliser et flirter avec Codex, ce qui la rend extrêmement nerveuse. À cause de son estomac fragile, Codex lu vomit dessus lorsqu'elle l'aperçut arborant un maquillage d'un film de zombie pour lequel il jouait. Il est révulsé par les joueurs de jeux vidéo, il a déjà exprimé son désir de les frapper. Ironiquement, il décrit les connaissances que Codex a obtenues sur les armes à travers le Jeu comme étant « sexy ».
- Dena

C'est la petite sœur précoce de Bladezz. Elle apparaît pour la première fois dans la série quand elle arrive à la table de la guilde au restaurant Cheesybeards, juste après que Bladezz a informé les membres de la guilde qu'il avait le contrôle sur tout l'équipement et l'or de la guilde, ruinant sa sortie. Dena se pratique souvent à jouer de la guitare basse dans le sous-sol de Bladezz, à son grand désarroi.
- Ollie

C'est le directeur de Cheesybeards. Peu impliqué dans sa tâche, il permet à Bladezz d'utiliser un ordinateur à côté de sa plaque de cuisson, ce qui énerve beaucoup Jeanette. Il incarne totalement son personnage de pirate, parlant avec le patois des pirates et arbore un crochet à la main gauche (on ignore s'il a réellement perdu sa main). Ollie offre un travail temporaire à Codex en la chargeant de monter une campagne publicitaire en ligne pour son restaurant ; par jalousie, Bladezz ruinera ses efforts.
- Jeanette

C'est la serveuse et supérieure de Bladezz au Cheesybeards. Bien plus appliquée que Bladezz, elle ne supporte pas qu'Ollie pardonne tout au mauvais cuisinier. À la fin de la saison 4, on apprend que Jeanette fait partie des nombreuses conquêtes de Fawkes et se venge de lui en le battant (elle connait le MMA).
- Kevinator

C'est un des Grands Maîtres du jeu. Il vient à la rencontre de la guilde en ligne en menaçant de bannir Vork et de détruire leur Hall pour avoir monté un système économique qui a ruiné les joueurs. Il sera finalement renvoyé pour avoir harcelé plusieurs guildes de la sorte.

## Accueil

### Audiences
The Guild a actuellement plus de 43 millions de visionnements sur YouTube, ce qui en fait l'une des séries les plus vues sur le site pour ce qui est du nombre de visionnements.

### Réception critique
The Guild a inspiré de nombreux ouvrages de supporteurs, dont la chanson hommage « I Wanna Be in Your Guild ».

### Distinctions

#### Récompenses
En février 2009, Rolling Stone nomme la série « La meilleure série du net ».
The Guild a remporté plusieurs prix, en voici la liste:
- YouTube Video Award 2007 – Meilleure série
- South by Southwest Greenlight Award 2008 – Meilleure production originale
- Yahoo! Video Award 2008 – Meilleure série
- Streamy Awards 2009 – Meilleure web-série de comédie, Meilleur ensemble d'acteurs dans une web-série, et Meilleure actrice dans une web-série (Felicia Day)
- Streamy Awards 2010 – Meilleure direction pour une web-série de comédie (Sean Becker) et Meilleure actrice dans une web-série (Felicia Day).

La saison 2 a été nommée pour onze Streamy Awards et en a gagné trois.

## Produits dérivés

### Sorties DVD
Aux États-Unis
La première saison en DVD de The Guild a été mise en vente le 19 mai 2009 sur Amazon.com.
La deuxième saison en DVD de The Guild a aussi été mise en vente le 19 mai 2009 sur Amazon.com. Il contient une piste de commentaires, un bêtisier, une fonction « Jouer tout », du métrage d'auditions, un document « Dans les coulisses » et plus.
Au Canada
La première saison a été regroupée avec la deuxième, mise en vente le 29 septembre 2009 aussi sur Amazon.com.
En France
Une édition DVD sortira le 28 août 2013.

### Sources
- (en) Cet article est partiellement ou en totalité issu de l’article de Wikipédia en anglais intitulé « The Guild » (voir la liste des auteurs).